# TMED9
TMED9 (англ. Transmembrane p24 trafficking protein 9) – білок, який кодується однойменним геном, розташованим у людей на короткому плечі 5-ї хромосоми.  Довжина поліпептидного ланцюга білка становить 235 амінокислот, а молекулярна маса — 27 277.
| 10         |  | 20         |  | 30         |  | 40         |  | 50         |
| ---------- |  | ---------- |  | ---------- |  | ---------- |  | ---------- |
| MAVELGVLLV |  | RPRPGTGLGR |  | VMRTLLLVLW |  | LATRGSALYF |  | HIGETEKKCF |
| IEEIPDETMV |  | IGNYRTQLYD |  | KQREEYQPAT |  | PGLGMFVEVK |  | DPEDKVILAR |
| QYGSEGRFTF |  | TSHTPGEHQI |  | CLHSNSTKFS |  | LFAGGMLRVH |  | LDIQVGEHAN |
| DYAEIAAKDK |  | LSELQLRVRQ |  | LVEQVEQIQK |  | EQNYQRWREE |  | RFRQTSESTN |
| QRVLWWSILQ |  | TLILVAIGVW |  | QMRHLKSFFE |  | AKKLV      |  |            |

A: Аланін

C: Цистеїн

D: Аспарагінова кислота

E: Глутамінова кислота

F: Фенілаланін

G: Гліцин

H: Гістидин

I: Ізолейцин

K: Лізин

L: Лейцин

M: Метіонін

N: Аспарагін

P: Пролін

Q: Глутамін

R: Аргінін

S: Серин

T: Треонін

V: Валін

W: Триптофан

Задіяний у таких біологічних процесах як транспорт, транспорт білків. 
Локалізований у мембрані, ендоплазматичному ретикулумі, апараті гольджі.